# Anna Kutkowska
Anna Kutkowska (ur. 26 lutego 1978 w Zabrzu) − polska aktorka i psychoterapeutka.
Ukończyła II Liceum Ogólnokształcące w Zabrzu, L'art Studio w Krakowie (1997), Akademię Sztuk Teatralnych we Wrocławiu (2002), International College of Journalistics w Katowicach (2004) i Podyplomowe Studia Menedżerskie na Wydziale Zarządzania Uniwersytetu Warszawskiego (2008).
W latach 2005 – 2007 aktorka koszalińskiego Bałtyckiego Teatru Dramatycznego im. Juliusza Słowackiego.
Od 2008 roku zajmuje się psychoedukacją, arteterapią oraz prowadzeniem warsztatów rozwojowych dla młodzieży i dorosłych.
Od 2025 roku posiada uprawnienia psychoterapeutyczne oraz rekomendację Polskiego Towarzystwa Psychologii Procesu, należącego do Polskiej Rady Psychoterapii, do prowadzenia terapii indywidualnej, terapii par oraz pracy z grupami pod superwizją.

## Nagrody
- Grand Prix im. Mieczysława Kotlarczyka na Międzynarodowym Festiwalu Sztuki Słowa Verba Sacra w Poznaniu (2005)
- II Nagroda na Ogólnopolskim Festiwalu Teatrów Jednego Aktora we Wrocławiu (2006)
- Nagroda I – FEST Festiwalu Europejskich Teatrów Jednego Aktora w Chicago (2006)

## Wybrana filmografia
- Ludzie wśród ludzi (2002-2004)
- M jak miłość (2004)
- Pensjonat pod Różą (2004)
- Tego pytania usłyszeć nie chciałam (2005) – jako Siostra Katarzyny
- Krótki film o umieraniu (2005)
- Na dachu naszego świata (2005) – jako Anka Kwiatkowska
- Biuro kryminalne (2007) – jako Tamara Rakowska
- Pierwsza miłość (2007)
- Na Wspólnej (2008)
- Plebania (2007-2009) – jako Danuta
- Na dobre i na złe (2012) – jako Monika Godzisz (gościnnie)
- Przyjaciółki (2015)
- Na sygnale (2015) – jako Wanda (gościnnie)